# 1839 w sztukach plastycznych

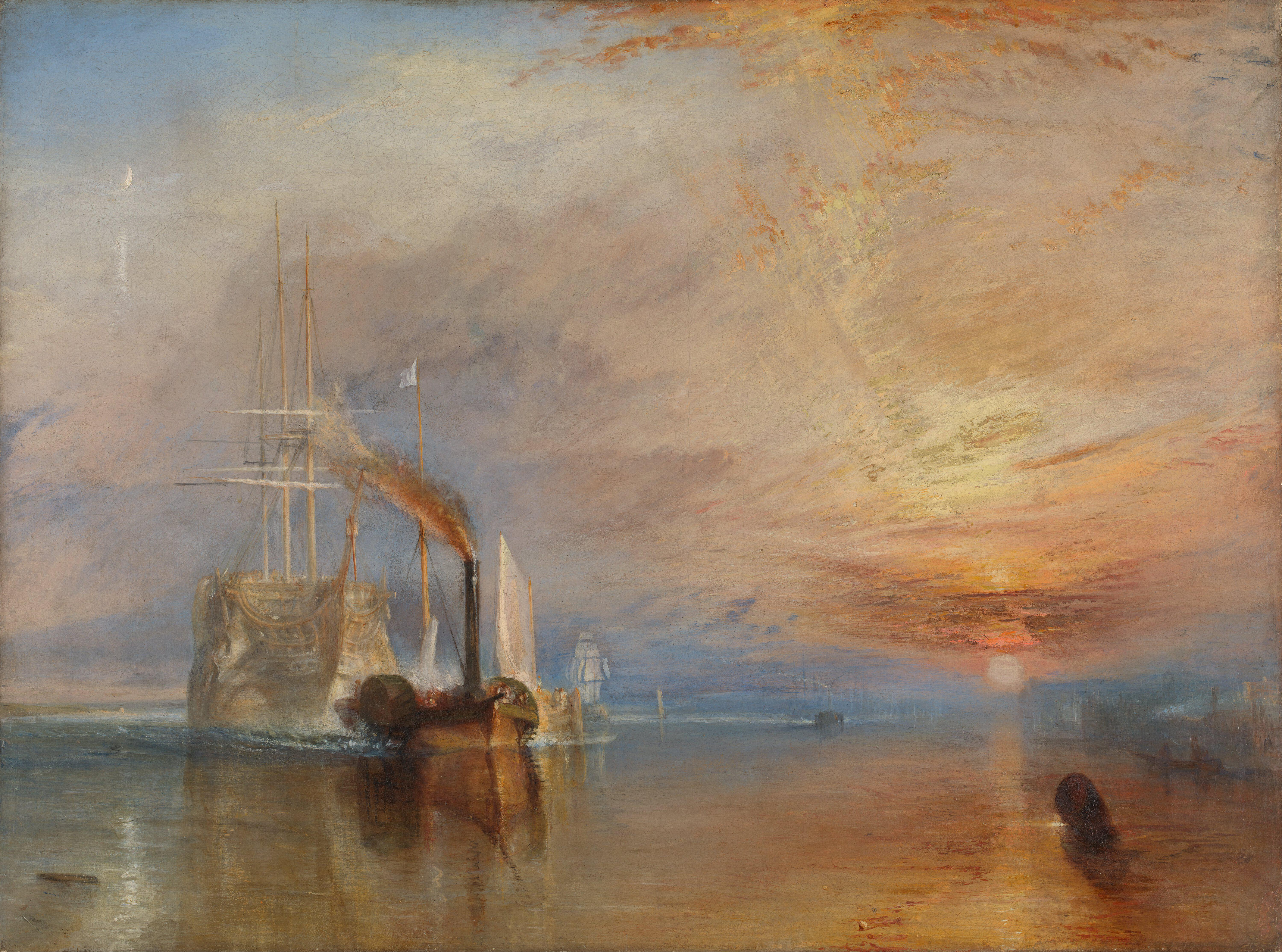
William Turner Deszcz, para, szybkość

Wydarzenia w sztukach plastycznych i wizualnych w 1839 roku.

## Malarstwo
- William Turner

Ostatnia droga Temeraire’a

## Urodzeni
- 19 stycznia – Paul Cézanne (zm. 1906), francuski malarz
- 16 marca – John Butler Yeats (zm. 1922), irlandzki malarz
- 15 marca – Daniel Ridgway Knight (zm. 1924), amerykański malarz
- 2 października – Hans Thoma (zm. 1924), niemiecki malarz i grafik
- 30 października – Alfred Sisley (zm. 1899), francuski malarz

## Zmarli
- 12 stycznia – Joseph Anton Koch (ur. 1786), niemiecki malarz
- 15 listopada – Giocondo Albertolli (ur. 1742), włoski architekt, dekorator, malarz i rzeźbiarz
- Hendrik Voogd – (ur. 1786), holenderski malarz